# Rókus (Szlovákia)
Rókus (szlovákul Rakúsy, németül Roks) község Szlovákiában, az Eperjesi kerület Késmárki járásában.

## Fekvése
Késmárktól 6 km-re északnyugatra fekszik.

## Története
A község területén már az újkőkorban is éltek emberek, a vonaldíszes kultúra és a puhói kultúra hagyta itt nyomait.
A mai települést 1288-ban „Rokus” néven említik először. A falu a 13. század végén keletkezett azon a területen, melyet 1263-ban IV. Béla király Lénárd nevű hívének adományozott. 1289-ben „Rakus”, 1294-ben „Rukuz” néven írják. 1294-től részben a késmárkiak, részben helyi földesurak birtoka volt. 1329-ben „Ragws”, „Raguz” néven említik. 1787-ben 77 házában 659 lakos élt.
A 18. század végén Vályi András így ír róla: „ROKUS. Rox. Rokusy. Német falu Szepes Várm. földes Ura Kézsmárk Városa, lakosai külömbfélék, fekszik Kézsmárkhoz nem meszsze, mellynek filiája, határja sovány, legelője, és fája van mind a’ kétféle, keresetre módgyok a’ szomsédságban.”
1828-ban 66 háza volt 481 lakossal, akik főként mezőgazdasággal és erdei munkákkal foglalkoztak.
Fényes Elek 1851-ben kiadott geográfiai szótárában így ír a faluról: „Roksz, vagy Rokusz, német falu, Szepes vmegyében, a Kárpátok tövében, ut. p. Késmárkhoz nyugotra 1 mfdnyire: 165 kath., 316 evang. lak. Kath. és evang. templom. Van igen jó meszes ásványvize és fördője, melly erősen látogattatik. F. u. 1/2 Késmárk, 1/2 többen.”
A trianoni diktátumig Szepes vármegye Késmárki járásához tartozott.

## Népessége
| Év:            | 1994. | 2004.    | 2014.    | 2024.    |
| -------------- | ----- | -------- | -------- | -------- |
| Emberek száma: | 1477  | 2151     | 3038     | 3512     |
| Eltérés:       |       | +45,63 % | +41,23 % | +15,60 % |

| Év:            | 2023. | 2024.   |
| -------------- | ----- | ------- |
| Emberek száma: | 3415  | 3512    |
| Eltérés:       |       | +2,84 % |

1910-ben 656-an lakták, ebből 388 németnek, 195 szlováknak, 60 cigánynak és 13 magyarnak; illetve 332 római katolikusnak, 308 evangélikusnak és 15 izraelitának vallotta magát.
2011-ben 2764 lakosából 1668 cigány és 808 szlovák volt.

## Neves személyek
- Itt született 1636-ban Lazari Ágoston ágostai evangélikus lelkész.

## Nevezetességei
- Szent Márton temploma 1883-ban épült a korábbi gótikus templom helyén pszeudogótikus stílusban. Főoltára a korábbi templomból való, a 15. század végén készült.
- Klasszicista evangélikus temploma 1797-ben épült, tornyát a 19. század végén építették.
- Kúriái közül csak egy 19. századi, klasszicista stílusú maradt fenn.